# 仁川足球場
仁川足球場(朝鮮語:인천축구전용경기장)是一所位於大韓民國仁川廣域市的足球專用體育場。由於體育場與觀眾台之間的距離只有1m，因此在韓國，它被認為是距離球員最近的觀看比賽的體育場。此外，球員休息的長椅凹進了觀眾席的座位。

## 結構
容量約為20,300人。地下3層，地上5層。除體育場外，東面還建設三棟住宅/商業建築和一座體育館，相互連接。此外，體育場地下1層至3層還建設停車場。地下停車場共可容納2000輛汽車，是仁川足球場獨有的。然而，球員的替補席被包括在普通席位中。在1樓的W席（本部席）觀看比賽時，有時會被地面上的長椅擋住視野，但仁川足球場通過將長椅抬高到觀眾席。京仁線道院站北側的2樓看台設有野餐席，在沒有比賽的時候對仁川市民開放，可以作為市民休息和聚會的廣場，如各種活動和多功能文化空間。球場地面與看台之間的距離被最小化，可以更近距离觀看精彩的比賽，並且可以根據觀眾人數的增加而加長，東看台可以轉換成可變舞台，成為一種文化表演大廳。體育場東側設有池塘、噴泉等市民休息區，南側設有青少年足球場、體能訓練設施、森林遊樂場等運動公園，一個草地院子和一條步行道將被創建。體育場周圍的空間可以用作婚禮大廳、健身俱樂部、折扣市場、足球體驗和展覽館、體育酒吧等盈利設施。

## 圖片

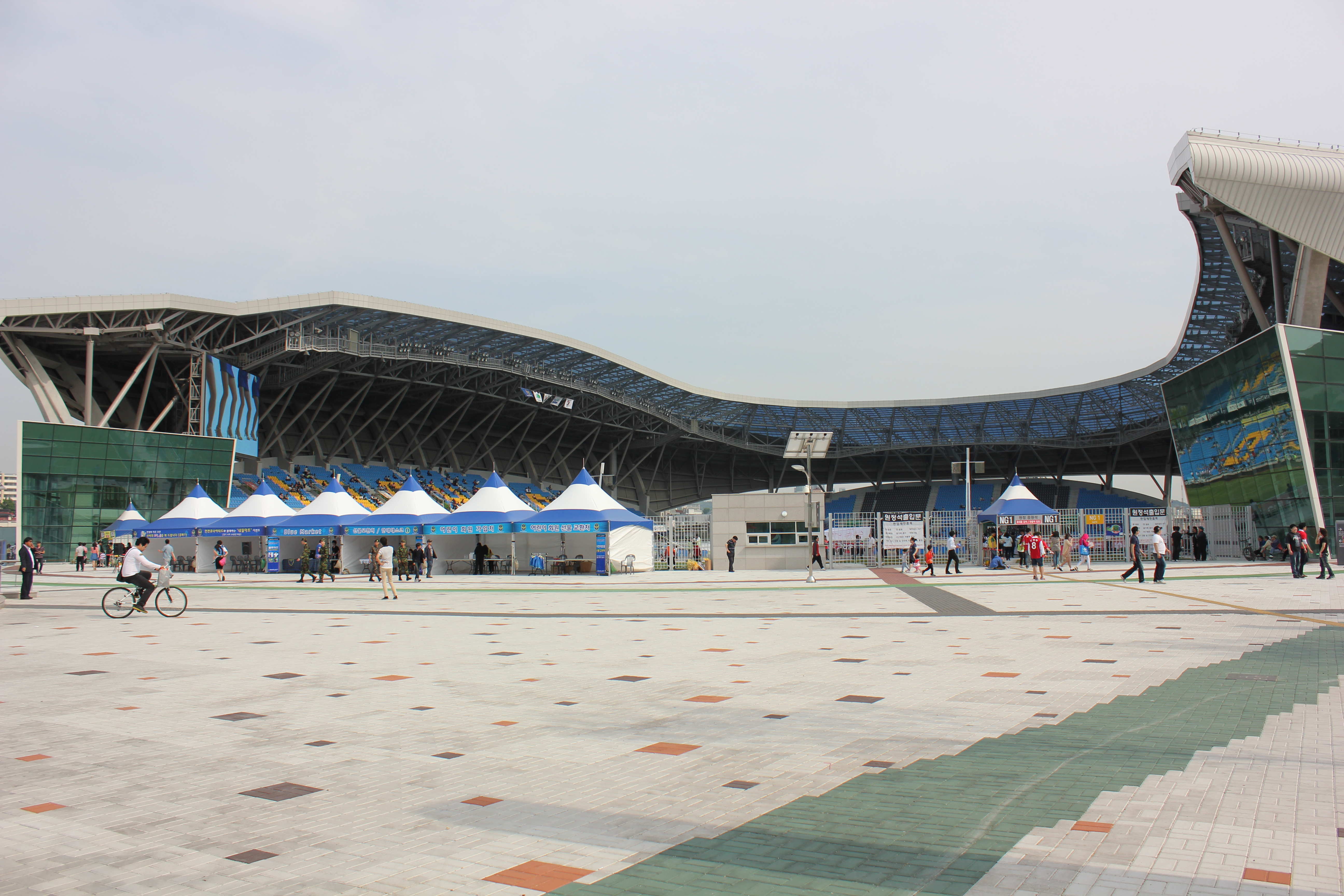
主競技場外觀
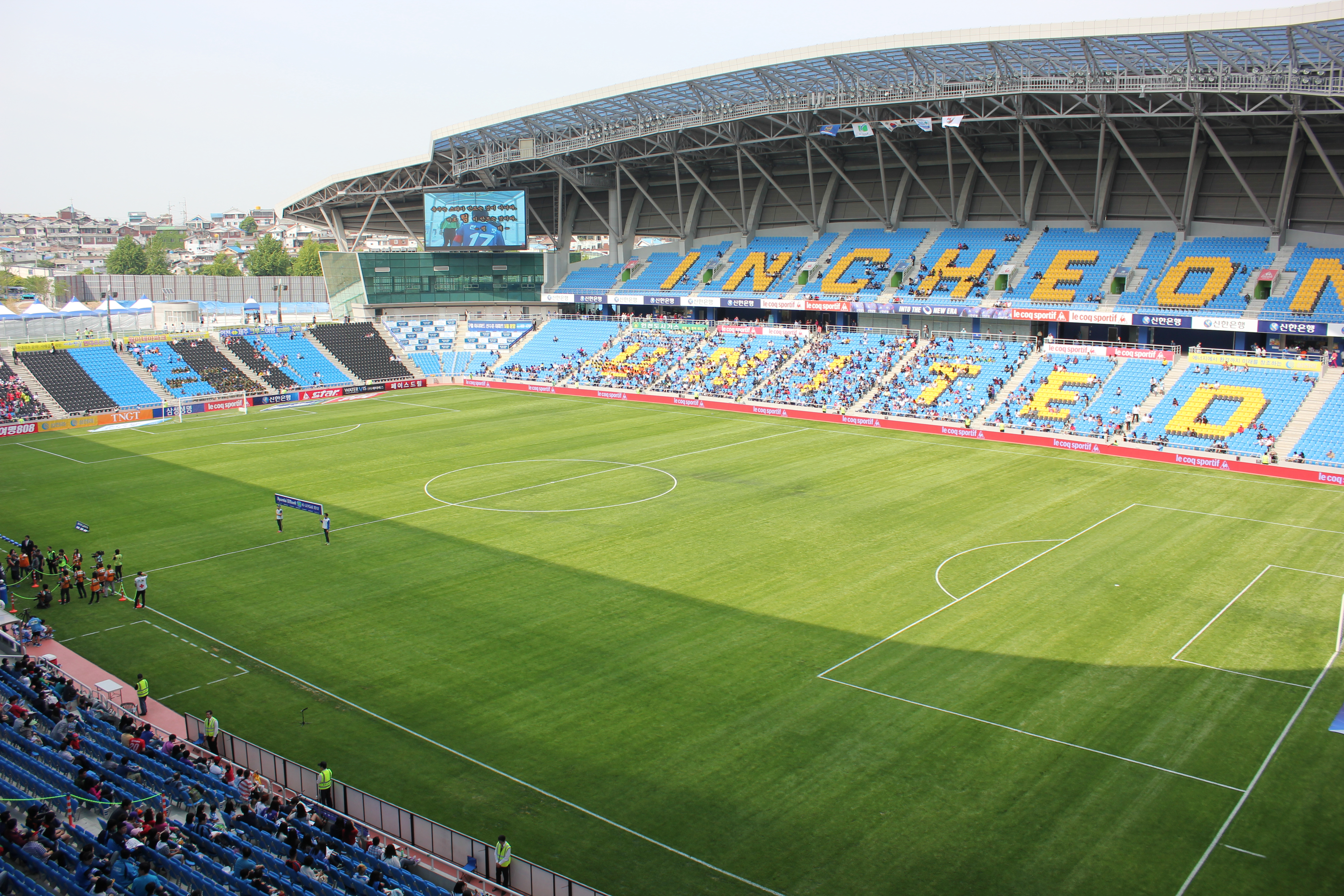
主競技場內部
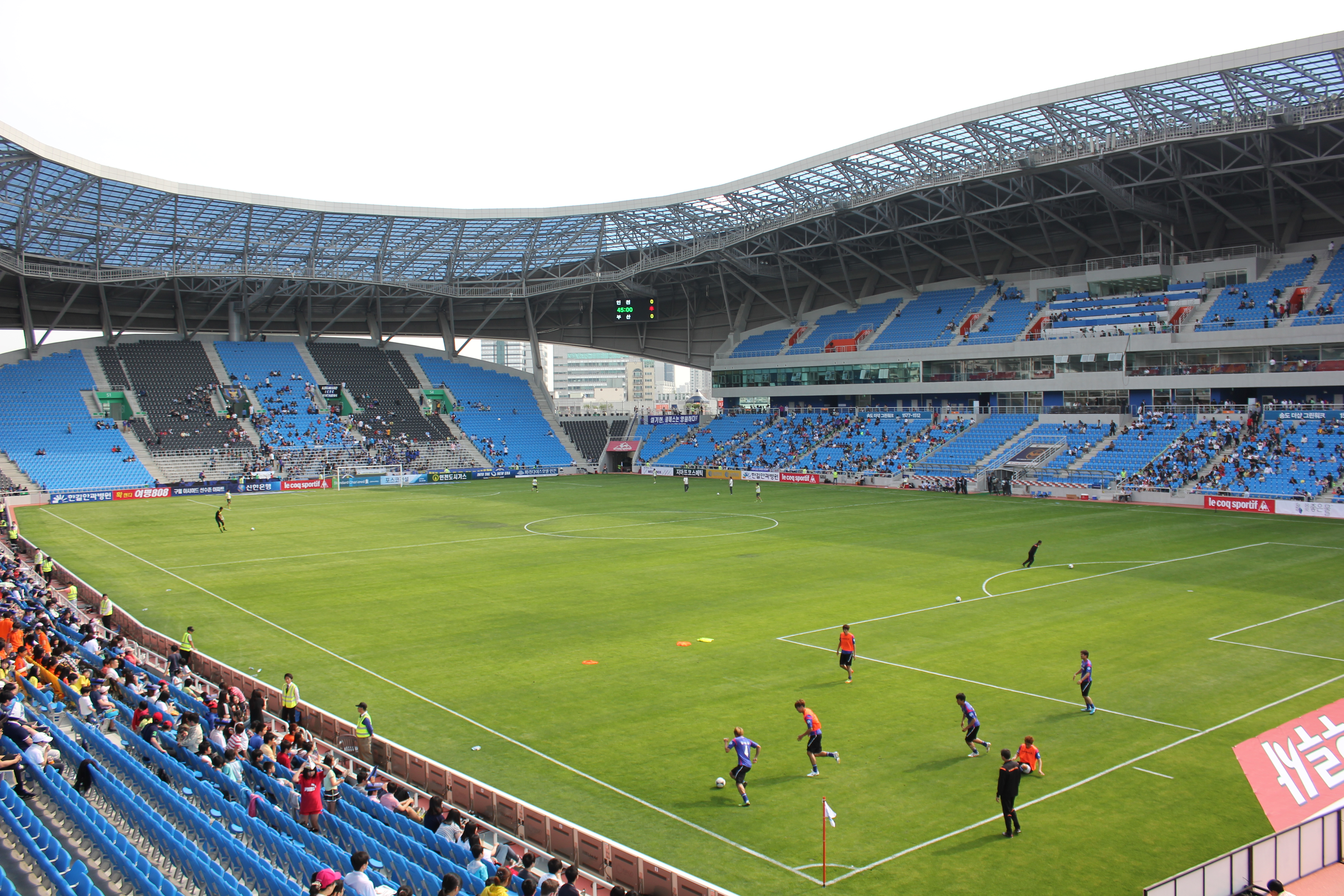
主競技場內部
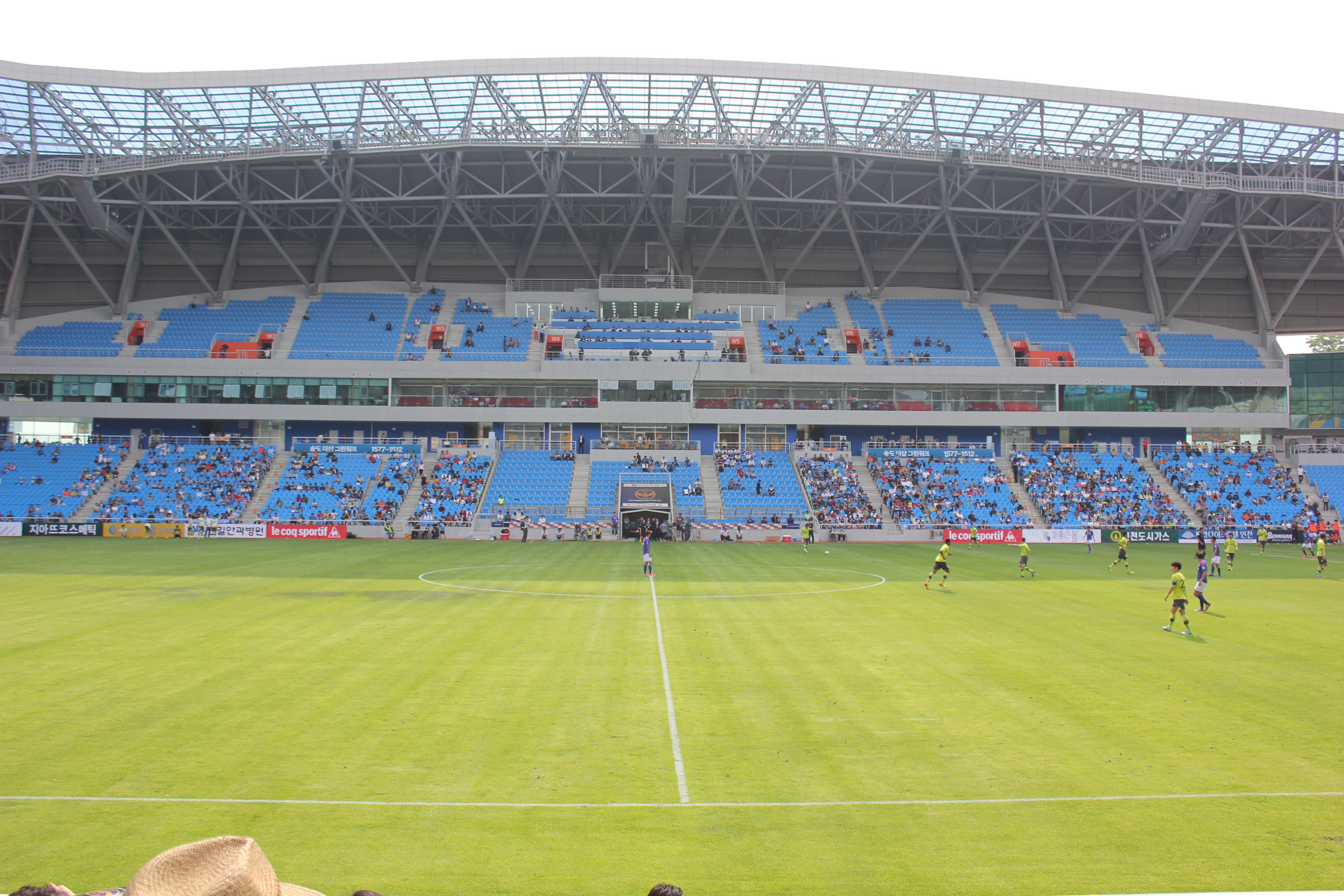
主競技場內部
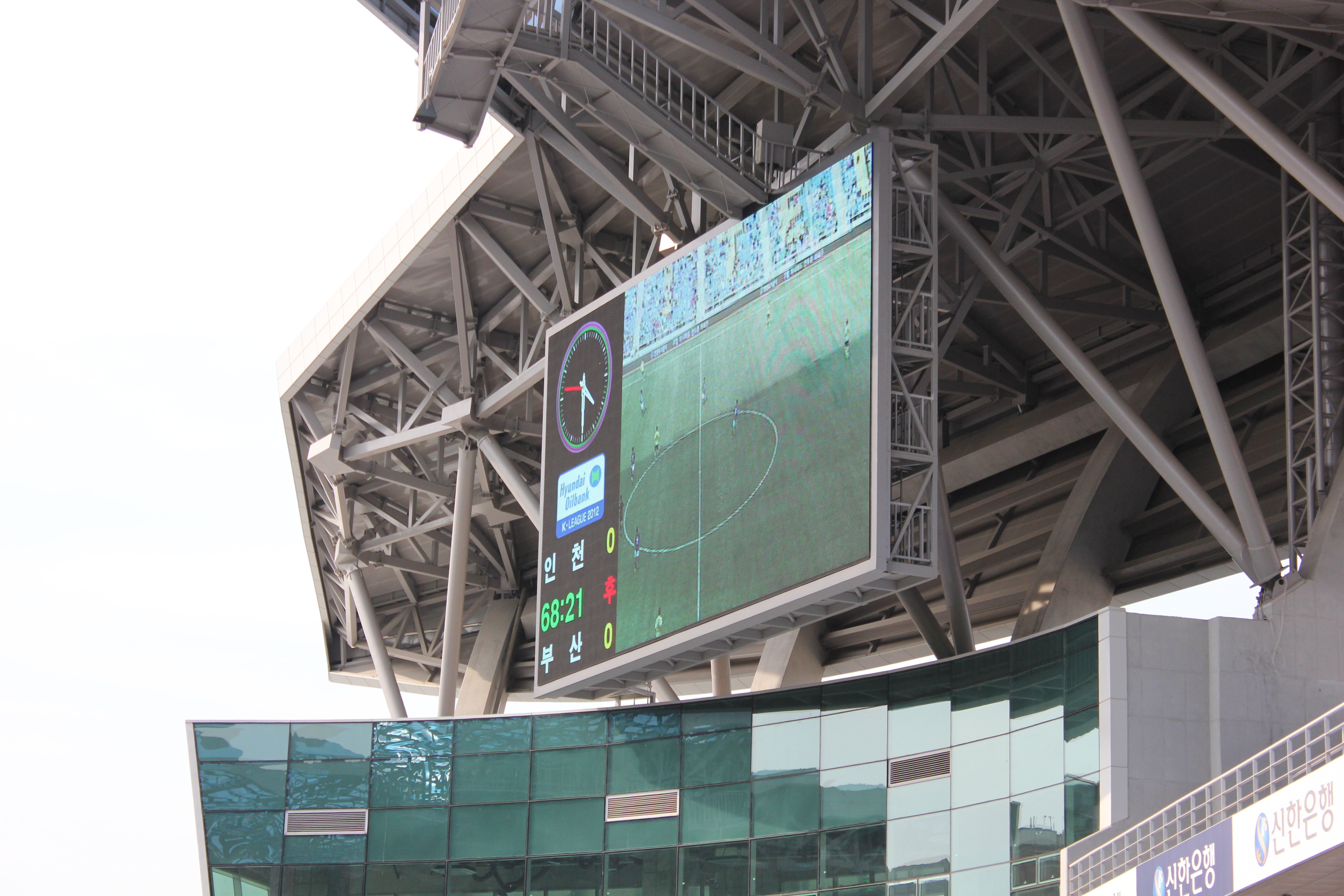
主競技場內部
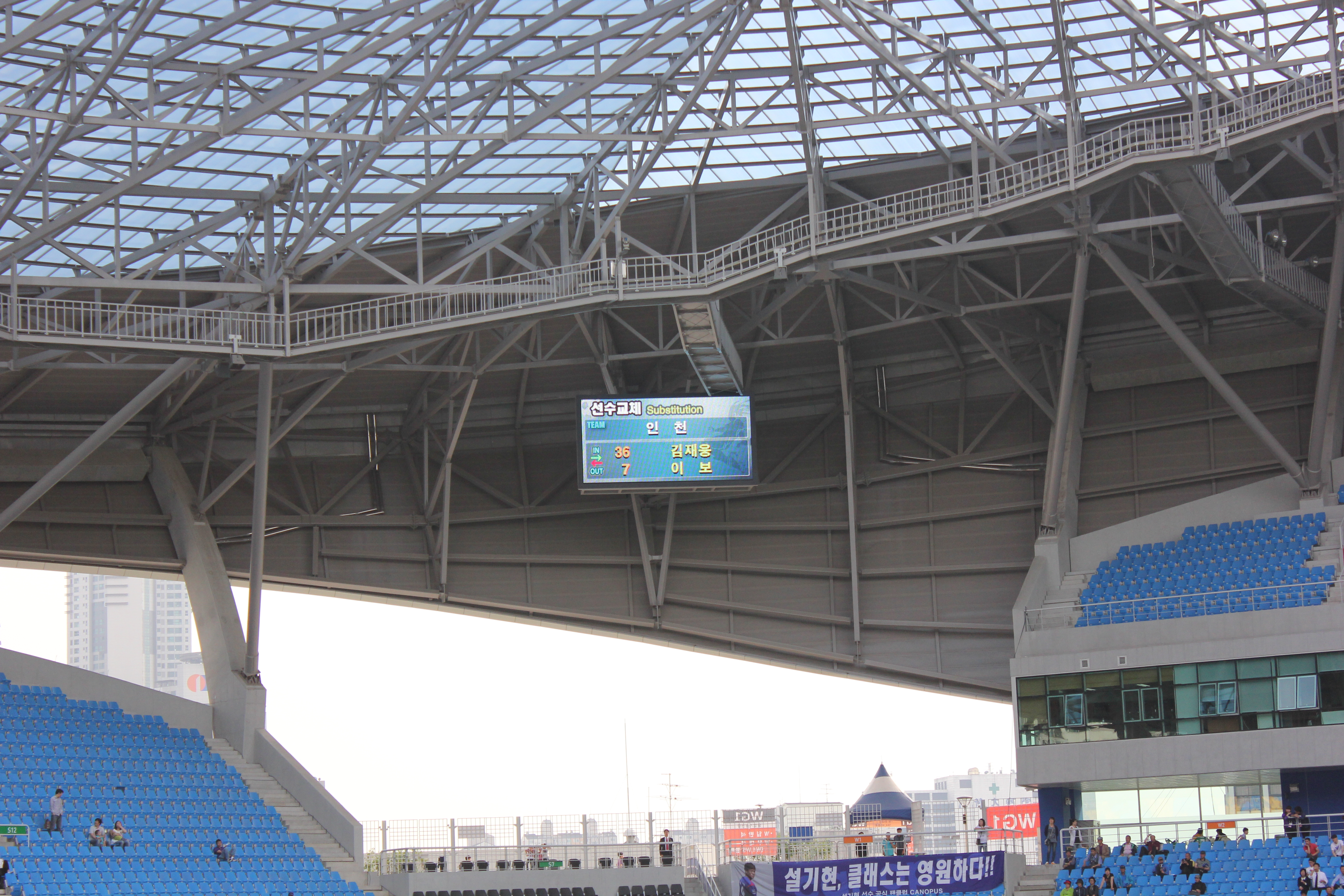
主競技場內部